# Eddie King (cầu thủ bóng đá, sinh năm 1890)
Edward King (1890 – sau năm 1913), thỉnh thoảng gọi là Teddy King, là một cầu thủ bóng đá người Anh thi đấu ở vị trí tiền vệ phải thi đấu ở Football League cho Clapton Orient và Woolwich Arsenal.

## Thống kê sự nghiệp
| Câu lạc bộ          | Mùa giải            | Giải quốc nội       | Giải quốc nội | Giải quốc nội | Cúp FA  | Cúp FA    | Tổng    | Tổng      |
| Câu lạc bộ          | Mùa giải            | Hạng đấu            | Số trận       | Bàn thắng     | Số trận | Bàn thắng | Số trận | Bàn thắng |
| ------------------- | ------------------- | ------------------- | ------------- | ------------- | ------- | --------- | ------- | --------- |
| Woolwich Arsenal    | 1912-13             | First Division      | 11            | 0             | 2       | 0         | 13      | 0         |
| Clapton Orient      | 1914-15             | Second Division     | 17            | 0             | 0       | 0         | 17      | 0         |
| Tổng cộng sự nghiệp | Tổng cộng sự nghiệp | Tổng cộng sự nghiệp | 28            | 0             | 2       | 0         | 30      | 0         |